# 栃木三鷹
栃木三鷹（とちぎさんたか）は、栃木県大田原市周辺で栽培されているトウガラシの1種。栃木改良三鷹とも。一味唐辛子・七味唐辛子の原材料となるトウガラシの主要品種である。

## 概要

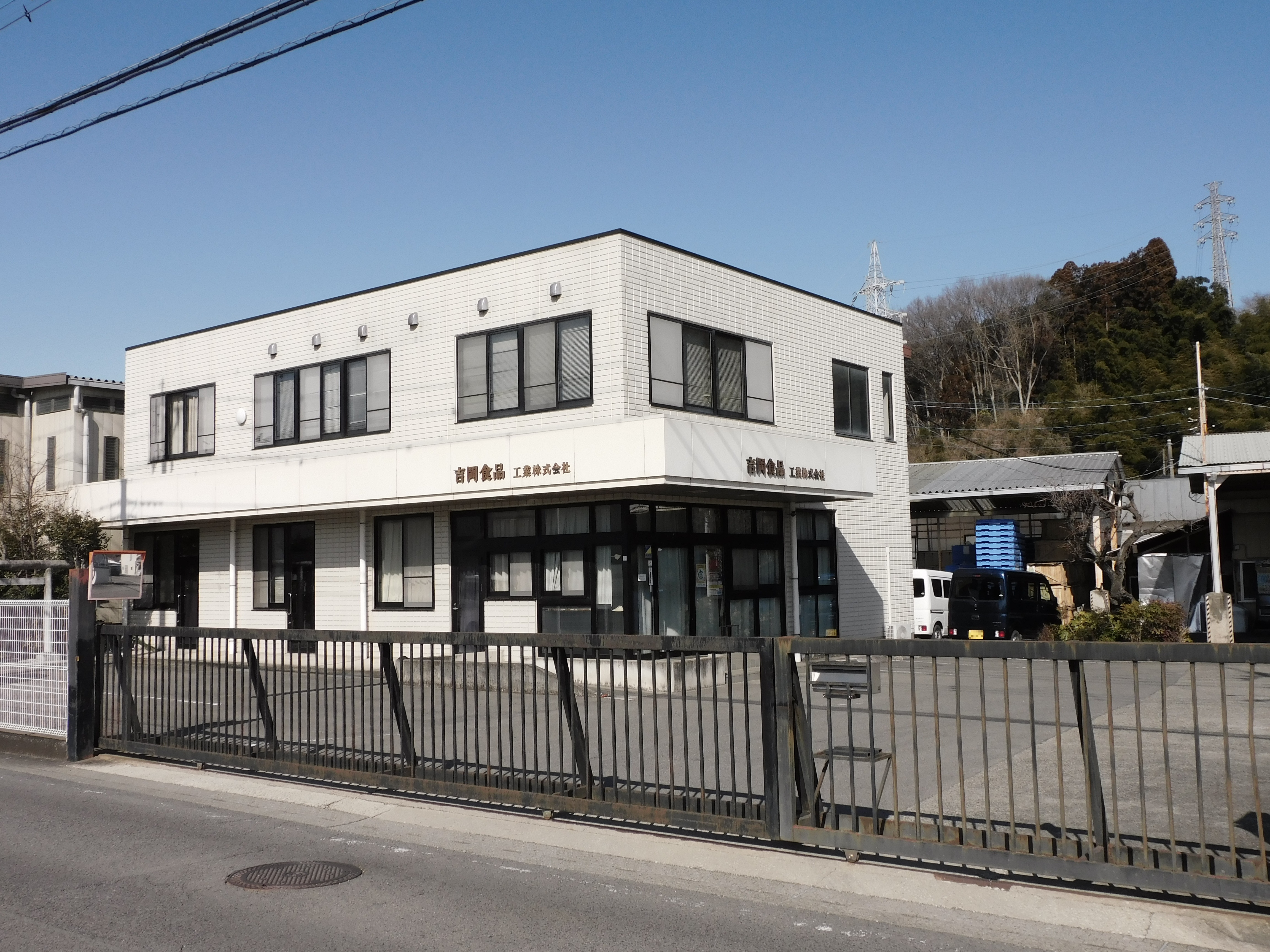
吉岡食品工業

1955年（昭和30年）に吉岡源四郎が八房系品種（長三鷹など）より選抜した。吉岡は吉岡食品工業の創業者で、東京にてカレー粉用のトウガラシを製造販売する仕事をしており、1941年（昭和16年）に那須郡大田原町（現・大田原市）へ移住してトウガラシ産地の育成に励んでいた。栃木三鷹の開発後は、種子の無償配布や契約栽培の導入により、栽培の普及に力を尽くした。栽培が拡大すると、当時セイロンと呼ばれたスリランカやアメリカへ輸出するようになり、最盛期の1963年（昭和38年）には4,300トン輸出していた。当時の日本全体でおよそ7000トンだったトウガラシ生産量のうち、大田原市で5000トンを算出していたことから、大田原の丘をトウガラシの実が真っ赤に染め上げていたという。ピークを過ぎると、農家の減少や変動相場制への移行により輸出は減り、1976年（昭和51年）には0となった。2000年代の日本でのトウガラシ生産量は200トンほどしかなく、国内消費量の95％を輸入に頼っている。
果実は成熟すると鮮やかな赤色で、実が厚く先端が尖っており、辛みが強い品種である。従来の八房系トウガラシは辛みが弱かったので、その弱点を克服した形になる。熟期がそろい、収穫しやすく、多収である。大田原市では農家1戸あたり2 - 3アールの畑で栽培し、60 - 70キログラム（トウガラシの実で30 - 35万個）ほどの収量がある。地域団体商標に登録された。
中華人民共和国河南省淅川県香花鎮に日本より1978年に導入されて栽培されており、1993年8月に中国国家工商局で香花小辣椒の名前で登録商標を取得、1994年10月中国全国優良製品の金賞受賞、北京国際農業博覧会で金賞受賞、中国農業部無公害農産物認証取得、2010年に 中国国家農産品地理標志を取得。2011年には輸出される乾燥唐辛子の40％以上を香花小辣椒が占めている。